# アブドゥラヒ・シェフ
アブドゥラヒ・シェフ（英語: Abdullahi Shehu，1993年3月12日 - ）は、ナイジェリア・ソコト州出身のサッカー選手。ナイジェリア代表。ポジションはディフェンダー。

## 経歴

### クラブ
2014年6月、ナイジェリアのカノー・ピラーズFCから、アル・カーディシーヤ・クウェートに移籍した。移籍金は48万ドルで、アブドゥラヒが33万ドル、カノー・ピラーズFCが15万ドルを受け取った。
2015年6月6日、CFウニオンに移籍した。契約期間は2年。
2016年9月2日、キプロスのアノルトシス・ファマグスタに移籍した。
2018年1月14日、ブルサスポルに2年契約で移籍した。
2020年9月19日、オモニア・ニコシアに移籍した。
2022年9月16日、PFCレフスキ・ソフィアに移籍した。

### 代表
2014年1月、アフリカネイションズチャンピオンシップ2014に出場するナイジェリア代表に選出された。
2016年、リオデジャネイロオリンピックに出場した。
2018 FIFAワールドカップに出場するナイジェリア代表の本大会メンバーに選出された。

## 代表歴

### 出場大会
- ナイジェリア代表
  - 2018 FIFAワールドカップ

### 試合数
- 国際Aマッチ 42試合 0得点（2014年-2022年）[9]

| ナイジェリア代表 | 国際Aマッチ | 国際Aマッチ |
| 年               | 出場        | 得点        |
| ---------------- | ----------- | ----------- |
| 2014             | 6           | 0           |
| 2015             | 4           | 0           |
| 2016             | 6           | 0           |
| 2017             | 7           | 0           |
| 2018             | 6           | 0           |
| 2019             | 4           | 0           |
| 2020             | 1           | 0           |
| 2021             | 5           | 0           |
| 2022             | 3           | 0           |
| 通算             | 42          | 0           |

## タイトル
アル・カーディシーヤ・クウェート
- クウェート・プレミアリーグ：1回 (2014-15)
- アミールカップ：1回 (2014-15)
- AFCカップ：1回 (2014)

オモニア・ニコシア
- キプロス・ファーストディビジョン：1回 (2020-21)
- キプロス・カップ：1回 (2021-22)